# Parafia Niepokalanego Poczęcia Najświętszej Maryi Panny w Starachowicach
Parafia Niepokalanego Poczęcia Najświętszej Maryi Panny w Starachowicach – rzymskokatolicka parafia w Starachowicach, należąca do dekanatu Starachowice-Północ w diecezji radomskiej.

## Historia
- Parafia została erygowana 14 maja 1985 przez Księdza Biskupa Edwarda Materskiego.

## Kościół
- Kościół pod wezwaniem Niepokalanego Poczęcia Najświętszej Maryi Panny w Starachowicach, według projektu arch. Zygmunta Koczonia, z wieżą według projektu arch. Bogdana Cioka, został zbudowany w latach 1984–1995 staraniem ks. Stanisława Lachtary i ks. Zenona Sadala. Pierwsza Msza św. w nowym kościele była celebrowana 25 grudnia 1987. Począwszy od roku 1998 liturgia jest sprawowana w nowym kościele. Kościół jest budowlą z czerwonej cegły.

### Organy
- W 2009 kościół został wyposażony w 12-głosowe organy zbudowane przez firmę Zych z Wołomina. Instrument posiada dwa manuały i pedał, trakturę mechaniczną i wiatrownice klapowo-zasuwowe. Dyspozycja przedstawia się następująco:

| Manuał I C–g3 |             |     |
| 1.            | Pryncypał   | 08' |
| 2.            | Rurflet     | 08' |
| 3.            | Oktawa      | 04' |
| 4.            | Superoktawa | 02' |
| 5.            | Mixtura     | 03x |

| Manuał II C–g3 |              |     |
| 6.             | Salicet      | 08' |
| 7.             | Flet kryty   | 08' |
| 8.             | Rurflet      | 04' |
| 9.             | Sesquialtera | 02x |
| 10.            | Flet         | 02' |

| Pedał C–f1 |          |     |
| 11.        | Subbas   | 16' |
| 12.        | Oktawbas | 08' |

Połączenia: II/I, I/P, II/P
Tremolo

## Terytorium
- Do parafii należą mieszkańcy Starachowic mieszkający przy ulicach: Aleja Wyzwolenia (od 117 do końca), Jałowcowa, Jesienna, Jeżynowa, Kielecka, Łączna (od nr. 18), Moniuszki, Morenowa, Na Stoku, Nowowiejska, Osiedlowa, Parcelowa, Podlesie, Południowa (od nr. 20), Smugowa (od nr 135), Spadowa, Strugowa, Szymanowskiego, Wesoła, Wiejska, Wieniawskiego, 6 Września (od nr. 91a), Wrzosowa, Osiedle Lubianka – ul. dr. Andrzeja, por. Jurka, mjr. Nurta, mjr. Ponurego, por. Robota, chor. Szorta, Tęczowa, Wąsika Kowalskiego, Zaczkiewicza, druchny Zjawy.

## Proboszczowie
- 1984 – 1988 – ks. Stanisław Lachtara (jun.)
- 1988 – 1988 – ks. Waldemar Gula
- 1988 – 2001 – ks. Zenon Sadal
- 2001 – 2013 – ks. prał. Mieczysław Deka
- 2013 – nadal – ks. kan. Krzysztof Janas